# Schalk Burger
Schalk Burger Jr. (Puerto Elizabeth, 13 de abril de 1983) es un exjugador sudafricano de rugby que se desempeñaba como ala en los Springboks y fue considerado uno de los mejores en su posición en el mundo. Fue un actor clave en la escuadra de Sudáfrica, junto con Victor Matfield, John Smit y Jean de Villiers.
Su padre, también llamado Schalk Burger, fue un Segunda línea internacional, que solo se limitó a jugar en Sudáfrica durante el "aislamiento" de la década de 1980 por la política del apartheid.

## Carrera en el rugby
Después de jugar para el sevens de los Springbok menores de 21 que ganó la U21 Copa del Mundo de Rugby en 2002, y luego captaining en 2003, Schalk fue seleccionado para el equipo mayor de los Springbok. Debutó contra Georgia en 2003 en la Copa del Mundo de Rugby y desde entonces se ha labrado un nombre como uno de los mejores flankers en el mundo con una sólida actuación en el Super 14, Tres Naciones y Copa Currie. Burger juega para el club de rugby Stormers y la Western Province.
Burger es rápido en la distribución de cargas y la resistencia, es rara vez verlo descansar en todo el Stormers del "Super 14 campañas, de Sudáfrica o de la prueba coincide con la Copa Currie.
A pesar de estas fortalezas, Burger tiene un problema sobre el terreno procedentes de tarjetas amarillas y las sanciones con frecuencia.
2004
En 2004, Burger fue seleccionado como parte de un equipo rejuvenecido de los Springbok que, bajo la guía del nuevo entrenador Jake White ganó el Tres Naciones trofeo que se ganó por primera vez desde que el equipo Nick Mallett logró la proeza en 1998.
Burger tuvo un magnífico año y en noviembre fue galardonado por la World Rugby con el premio a Mejor jugador del mundo, siendo el primer sudafricano en recibirlo.
2006
Después de una indiferente temporada 2006 Super 14, durante el cual Burger sólo mostró destellos de la brillantez que lo llevó a la cima del mundo de rugby, fue una vez más a favor de iniciar en su camiseta número 6 (openside Flanker en el rugby de Sudáfrica) en el nacional equipo para la próxima ampliación de Tres Naciones serie de ensayos en contra de Australia y Nueva Zelanda. Jugó un partido contra Escocia el 17 de junio, en el cual Burger sufrió una grave lesión de cuello.Al día siguiente, se confirmó que se requiere de una cirugía de fusión en el cuello y estaría fuera de acción por lo menos lo que resta de 2006. La lesión y la cirugía fue lo suficientemente grave como para que a los medios de comunicación digan, "No "No quiero saltar a conclusiones -, pero existe la posibilidad de que nunca podrá jugar otra vez." dijo el padre de Burger en un programa de radio de Ciudad del Cabo que el perjuicio fue entre su sexta y séptima vértebras cervicales, añadiendo: "Aunque la operación es difícil el hecho de que el perjuicio es menor por el cuello es bueno para un futuro hacer un pronóstico de recuperación completa."La Unión de Rugby de Sudáfrica publicó una declaración el 24 de junio, la fecha de la cirugía, lo que indica que la cirugía fue éxito y que se sometería a Burger seis a ocho meses de rehabilitación con los planes para volver a él juego.
2007
Tras el éxito de la cirugía y la rehabilitación Burger volvió a las canchas el 13 de enero jugando 55 minutos en la derrota de los Stormers. Después de un vacilante inicio de la temporada 2007 Super 14, Burger inspiró la Stormers a su primera victoria de la campaña contra los Chiefs jugando con los Stormers registrado sus primeros puntos de la temporada en una tensa 21o-16.º victoria en el Estadio Newlands.
A mediados de 2007 fue recogido en la escuadra de los Springboks para la Copa del Mundo de Rugby 2007.Durante los Springboks el primer partido de la Copa del Mundo de Rugby contra Samoa, Burger fue citado por hacer frente a un alto en Junior Polu, y el 11 de septiembre se dio un período de cuatro partido de suspensión que, en teoría, tendría que mantenerse fuera del equipo hasta las semifinales de final.Sin embargo, esta se redujo a un partido de suspensión.
Burger volvería a desempeñar un papel clave en Sudáfrica durante la Copa Mundial en el triunfo de los Springboks contra Inglaterra 15-6 para levantar el trofeo Webb Ellis y la trajo de vuelta a Sudáfrica por la segunda vez en cuatro intentos.
2008
Schalk Burger fue suspendido durante dos semanas por el Comité Judicial SANZAR, a raíz de un incidente durante un partido del Super 14 en la derrota contra los Sharks en Durban.
Además ha sido seleccionado por el nuevo entrenador Peter De Villiers para los partidos del tres naciones.
2015
Seleccionado por su país para la Copa Mundial de Rugby de 2015, en el partido contra Samoa, que terminó con victoria sudafricana 6-46, Burger anotó un ensayo. Anotó un ensayo en la victoria sudafricana (16-34) sobre Escocia. Con 55 metros y diez placajes, Schalk Burger fue escogido por los espectadores (a través de Twitter) como Man of the Match ("Jugador del partido") en el partido de cuartos de final, en el que Sudáfrica ganó 23-19 a Gales.